# Buró Polític del Partit Comunista de la Xina
El Buró Polític del Partit Comunista de la Xina, o Politburó del Partit Comunista de la Xina, conegut fins al 1927 com a Oficina Central (中央 局), és un grup de 25 persones que supervisen el Partit Comunista de la Xina. A diferència dels politburós d'altres partits comunistes, el poder d'aquest està centralitzat en el Comitè Permanent del Politburó, un grup d'entre 5 i 9 membres del Politburó.
El Politburó és nominalment elegit pel Comitè Central. Tanmateix, a la pràctica, els analistes creuen que nous membres del Politburó i el seu Comitè Permanent són triats a través d'una sèrie de deliberacions dels membres del Buró Polític a ésser rellevats i dels membres del Comitè Permanent del Politburó (PSC) jubilats. Els actuals i antics membres del Politburó realitzen una sèrie d'enquestes informals per determinar el nivell de suport del grup per a la pertinença de cada nou candidat al Politburó. El procés de selecció comença amb una reunió a porta tancada del Comitè Permanent a Beidaihe l'estiu abans que es reuneixi el Congrés del Partit.
El poder del Politburó resideix, en gran manera, en el fet que els seus membres ocupen simultàniament altres posicions dins d'altres departaments de la República Popular de la Xina. A més, alguns membres del Politburó tenen poderosos càrrecs regionals. La manera en què el Politburó funciona internament no és clara, però sembla que el ple es reuneix un cop al mes i el Comitè Permanent setmanalment. Es creu que això és molt més freqüent que l'antic Politburó soviètic. L'ordre del dia de les reunions sembla controlat pel secretari general i les decisions es prenen per consens més que no per majoria de vots.
El Politburó va ser eclipsat per la Secretariat del Comitè Central del Partit Comunista de la Xina a principis dels vuitanta sota Hu Yaobang, però ha tornat a emergir com una força dominant després de l'expulsió de Hu en 1987.